# Hock Zoltán
Hock Zoltán (Szentendre, 1962. május 14.) magyar tanár, politikus, országgyűlési képviselő.

## Tanulmányai és tanári pályafutása
Dunabogdányban nőtt fel, ott járt általános iskolába, majd Budapesten érettségizett. Gépjármű-vezetés elméleti és gyakorlati oktatói oklevelet szerzett. Dolgozott kézbesítőként, üzletkötőként, tanított képesítés nélkül, majd képesítéssel a budapesti XVI. kerületi Herman Ottó Általános Iskolában: tanítói diplomáját a győri Apáczai Csere János Tanítóképző Főiskolán kapta 1988-ban.

## Politikai pályafutása
1989-ben lépett be a Magyar Demokrata Fórumba, az 1990-es önkormányzati választáson bejutott a IV. kerületi önkormányzat képviselő-testületébe, ahol a közművelődési és oktatási bizottság elnöke lett. 1990-ben az MDF IV. kerületi elnökségének tagjává választották. 1992-ben a kerület egyik alpolgármestere lett. Önkormányzati mandátumát 2006-ig MDF-es színekben védte meg, 2006-ban az Újpestért Egyesület jelöltjeként szerzett mandátumot.
2001-ben az MDF budapesti választmányának alelnöke lett, majd 2003-ban annak elnökévé választották. 2004-ben az országos elnökségbe is bekerült. 2002-ben bejutott a Fővárosi Közgyűlésbe, majd 2006-ban a közgyűlési MDF-frakció vezetője lett. 2002-ben az év alpolgármesterévé választották.
2005-ben a párt országos elnökhelyettese lett, majd a 2006-os országgyűlési választáson pártja országos listájáról szerzett mandátumot.
2009-ben, Bokros Lajos EP-listavezetővé választásakor lemondott minden pártbeli tisztségéről, a Dávid Ibolya-féle pártvezetés kritikusa lett, majd az országgyűlési MDF-frakció felbomlása és sikertelen újraalakítása után a párt törölte tagjai közül (Katona Kálmánnal és Pettkó Andrással együtt). Hock a kizárás jogosságát vitatja. A négy nappal később megtartott országos választmányi ülésen nem született döntés a három képviselő kizárásáról. A 2010-ig tartó ciklus végéig független képviselőként dolgozott, a 2010-es országgyűlési választáson nem indult.
1994-ben, 1998-ban belügyminiszteri oklevelet, 2000-ben pedig "Dísztőr" kitüntetést kapott. 1999-ben Esterházy Miksa-díjban, 2000-ben Trefort Ágoston-díjban részesült.

## Családja
Édesanyja Trapp Mária, aki bolti eladóként, édesapja Hock Rudolf, aki asztalosként dolgozott. Testvére Hock Rezső, vállalkozó.
Nős, második házasságában él. Első házasságából - amely 1982-től 1996-ig tartott - két fia van (Ábrahám és Dániel), második házasságából - melyet 1997-ben kötött Szebenyi Berta angol-orosz szakos tanárral - egy fia és egy lánya van: Balázs Bertold és Berta Anna.

## Díjai
- Budapestért díj (2022)[4]